# 标致104
标致104（Peugeot 104）是一款由法國標緻車廠所生產的迷你車（supermini），1972年問世，1988年停產，由標緻205所取代。
標緻104是1970年代歐洲最受歡迎的小型房車。起先是以四門轎車的形式面世，後來於1976年加入掀背車款式。引擎方面則安置了與雷諾聯合研發的引擎。這車在七十年代末開始受到其他車廠的競爭，因而於1983年被新研製的標緻205佔據了市場主導地位，只在法國本土出售。1988年終於停止生產。
由面世至停止生產這段時間，標緻104共出售了1,624,992輛。
1. 1 2 3 4  . Auto, Motor und Sport. Heft. Vol. 7 1976. 27 March 1976: Seite 70–72.